# Діаграма колір — колір
Діаграма колір — колір — астрономічна діаграма, на якій вздовж двох осей відкладають різні показники кольору окремих зір. Наприклад, по горизонтальній осі відкладають показник кольору B−V (різницю видимих зоряних величин у спектральних смугах B і V системи Джонсона), а по вертикальній осі — показник кольору U−B (відповідно різниця зоряних величин у смугах U і B). Побудова діаграми колір — колір може бути простішою за побудову діаграми Герцшпрунга — Рассела, бо не потребує знання абсолютних зоряних величин і відповідно вимірювання відстаней до зір.

## Теорія

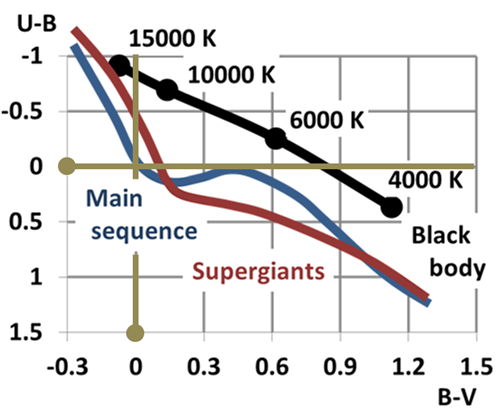
Ефективна температура абсолютно чорного тіла в порівнянні з показниками кольору B-V і U-B для зір головної послідовності та надгігантів на діаграмі колір — колір. Зорі випускають менше ультрафіолетового випромінювання, ніж абсолютно чорне тіло з таким саме кольором B-V.

Якби зорі були ідеальними абсолютно чорними тілами, то діаграмі колір-колір вони б розташовувалися вздовж майже прямої лінії, хід якої можна вивести на основі закону випромінювання Планка. Відмінності від цієї лінії виникають внаслідок наявності ліній поглинання та випромінювання у спектрі. Відмінності можуть бути більш або менш вираженими в залежності від використаних світлофільтрів: при використанні вузькосмугових фільтрів з центральною довжиною хвилі, що лежить поза межами ліній, ділянка спектру буде виглядати аналогічно чорнолітній; але навіть якщо фільтр центрований на область, що містить лінії, при достатній ширині смуги пропускання спектр може бути близьким до спектру випромінювання абсолютно чорного тіла.
Найчастіше розташування зір на діаграмі може бути представлено формулою з роботи F. J. Ballesteros, отриманої для абсолютно чорного тіла:
{\displaystyle C-D={\frac {\nu _{c}-\nu _{d}}{\nu _{a}-\nu _{b}}}(A-B)+k,}
де A, B, C і D є зоряними величинами, виміряними у фільтрах із центральними частотами {\displaystyle \nu _{a}}, {\displaystyle \nu _{b}}, {\displaystyle \nu _{c}} і {\displaystyle \nu _{d}}, k є константою, яка залежить від центральної довжини хвилі і ширини смуги пропускання фільтрів:
{\displaystyle k=-2.5\log _{10}\left[{\left({\frac {\nu _{c}}{\nu _{d}}}\right)^{2}\left({\frac {\Delta _{c}}{\Delta _{d}}}\right)\left({\frac {\nu _{b}}{\nu _{a}}}\right)^{2{\frac {\nu _{c}-\nu _{d}}{\nu _{a}-\nu _{b}}}}\left({\frac {\Delta _{b}}{\Delta _{a}}}\right)^{\frac {\nu _{c}-\nu _{d}}{\nu _{a}-\nu _{b}}}}\right].}
Зауважимо, що нахил прямої лінії залежить лише від ефективної довжини хвилі.
Хоча цю формулу не можна застосовувати безпосередньо для калібрування даних, але за наявності відкаліброваних даних для двох певних фільтрів можна використовувати формулу для калібрування даних в інших фільтрах. Для вимірювання ефективної довжини хвилі центральної області деякого фільтра також можна застосувати цю формулу за наявності інформації про два інші фільтри.

## Застосування

### Фотометричне калібрування

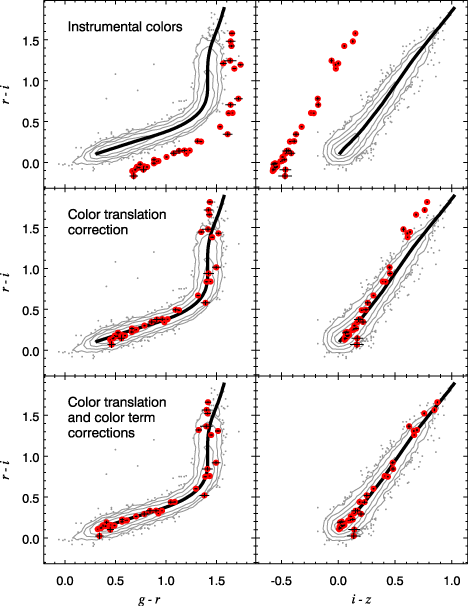
Схематична ілюстрація методу регресії під час виконання фотометричного калібрування.

Діаграма колір — колір для зір може застосовуватися для калібрування або для перевірки значень кольорів та зоряних величин за даними оптичних чи інфрачервоних спостережень. Подібні алгоритми використовують методи досліджень розподілу кольору зір у Галактиці та спираються на незалежність спостережуваного кольору зір від відстані до них (на відміну від видимих зоряних величин). Метод регресії положення зір (англ. Stellar locus regression, SLR) розроблений для виключення необхідності спостережень стандартних зір під час фотометричних калібрування, за винятком дуже рідкісних (щорічно або рідше) вимірювань кольору. Метод SLR застосовується у низці наукових проектів. Огляд NEWFIRM використовував даний метод для отримання більш точних кольорів у порівнянні з традиційними методами калібрування. При спостереженнях на Південний полярний телескоп SLR застосовується при вимірі червоного зміщення скупчень галактик. Ряд інших оглядів використовує діаграми колір — колір в основному як інструмент для перевірки калібрування, наприклад, Оксфорд-Дартмутський тридцятиградусний огляд і Слоанівський цифровий огляд неба (SDSS).

### Об'єкти, що відхиляються за кольором
При аналізі даних великих астрономічних оглядів, таких як SDSS та 2MASS, діаграми колір — колір використовуються для пошуку об'єктів, що відхиляються від населення головної послідовності. Таким чином було виявлено дуже холодні субкарлики. Тісні подвійні зорі з точки зору фотометрії виглядають як точкові джерела, але шноді їх влається виявити за відхиленнями на діаграмі колір-колір. Стадії еволюції зір вздовж асимптотичної гілки гігантів від вуглецевих зір до планетарних туманностей дідобраєаються на різних областях діаграм колір — колір. Квазари також відхиляються від загальних ліній на діаграмі.

### Зореутворення

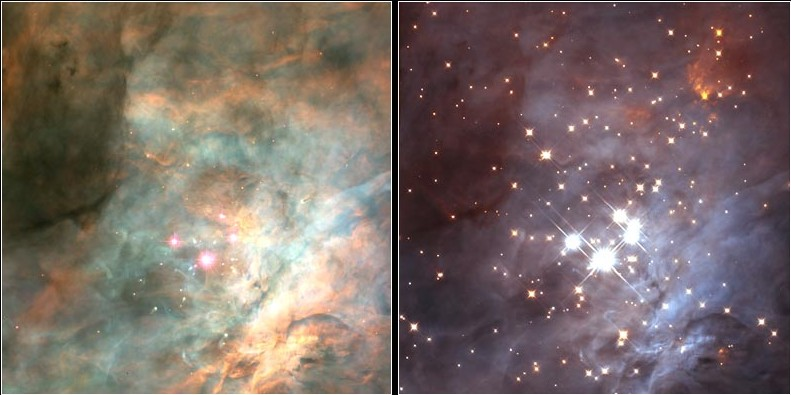
На оптичному зображенні ліворуч видно пилові хмари, на інфрачервоному зображенні праворуч видно молоді зорі.

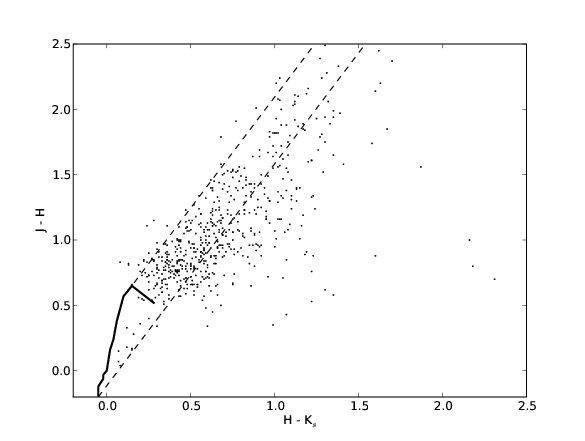
Діаграма колір — колір показує, що багато представників скупчення мають інфрачервоний надлишок, що характерно для зір із навколозоряним диском.

Діаграми колір — колір часто застосовуються в інфрачервоній астрономії для вивчення областей зореутворення. Зорі утворюються у міжзоряних хмарах, що містять пил. При стисканні зорі формується навколозоряний диск, пил у якому згодом розігрівається зорею. Нагрітий пил сам випромінює як абсолютно чорне тіло, але набагато холодніше, ніж зоря. У результаті в зорі спостерігається надлишок інфрачервоного випромінювання. Навіть за відсутності навколозоряного пилу області зореутворення мають високу світність в інфрачервоному діапазоні в порівнянні з зорями на головній послідовності. Кожен із таких ефектів відрізняється від почервоніння світла внаслідок розсіювання пилом у міжзоряному середовищі.
На діаграму колір — колір можна нанести теоретичну криву для зір головної послідовності, як показано на прикладі чорною лінією. Оскільки є відомості про розсіювання міжзоряним пилом, то на діаграму можна нанести смуги, в яких розташовуються зорі, випромінювання яких відчуває міжзоряне почервоніння. Дані лінії зображені пунктирними лініями. На зображеній діаграмі вздовж горизонтальної осі відкладений колір (H–K), а вздовж вертикальної осі — колір (J–H). Зорі, що розташовуються правіше від головної послідовності та смуг почервоніння, істотно яскравіше у смузі K, ніж зорі головної послідовності. У цю ж категорію потрапляють зорі головної послідовності, випромінювання яких зазнало сильного почервоніння. Серед смуг J, H і K смуга K є найбільш довгохвильовою, тому аномально яскраві об'єкти в смузі K виявляють інфрачервоний надлишок. Ймовірно, подібні об'єкти є протозорями, причому інфрачервоний надлишок може бути пов'язаним з наявністю відбивної туманності. У таких випадках діаграми можна використовувати для вивчення зореутворення.